# Gaetano d'Agata
Pour les articles homonymes, voir d'Agata.
Gaetano d'Agata (Aci Sant'Antonio, 1883 - 1949) est un photographe italien de paysage surtout actif à Taormine avant la Seconde Guerre mondiale.

## Biographie
D'Agata est né à Aci Sant'Antonio, dans la province de Catane. Il arrive très jeune à Taormine où il s'installe, épousant une femme du lieu.
Il voyage en Irlande, Espagne, Inde et aux États-Unis où il ouvre un atelier photographique à New York qui ne reste ouvert qu'un an.
Falzone Barbarò indique que D'Agata est un des proches assistants de Wilhelm von Gloeden à l'apogée de sa carrière, vers les années 1910. Certaines photographies signées par D'Agata sont réalisées dans le jardin de Gloeden.
Autour des années du premier conflit mondial, D'Agata ouvre son propre studio que les timbres au dos de ses photographies permettent de situer Corso Umberto, la rue la plus importante de Taormina.

## La production commerciale
D'Agata a une des plus importantes productions du paysage pour «carte postale», et de nombreuses photographies de genre sont utilisés pendant plusieurs décennies: charrettes siciliennes, l'Etna, le théâtre grec, les personnages siciliens. Sa production est destinée à répondre à la demande de scènes de genre exigée par le grand public et la presse. Ses images sont diffusées en masse représentant des dizaines de milliers d'exemplaires. Dans ce domaine, D'Agata s'avère être un bon photographe commercial, techniquement à la hauteur de la tâche et du marché qu'il a choisi. Cette production reçoit également des prix, comme l'illustre le fait que ses cartes sont signées « Premiata Fotografia d'Arte G. D'Agata ».

## La production de nus masculins
À côté de la production de photographies artistiques de paysages, D'Agata réalise des nus masculins, entre 1920 et 1930, pour lesquels il a une réussite moindre même si de nos jours il existe une demande sur le marché des antiquaires. Le désir d'imiter de manière trop proche l'art de Gloeden nuit aux résultats le privant d'originalité, par exemple, sa plus célèbre image de nu masculin n'est rien d'autre qu'une flagrante imitation d'une des images la plus connue de Gloeden, le Caino.